# Chittoor
Chittoor (Telugu చిత్తూరు Cittūru) ist eine Stadt im indischen Bundesstaat Andhra Pradesh.
Chittoor liegt 120 km westlich von Chennai. Der Ponnai, ein linker Nebenfluss des Palar, fließt im Norden und Osten an der Stadt vorbei.
Im Juli 2012 wurde die Stadt zu einer Municipal Corporation erhoben.
In diesem Rahmen wurden 14 benachbarte Gram Panchayats eingemeindet.
Chittoor ist Verwaltungssitz des gleichnamigen Distrikts.
Die Stadt hatte beim Zensus 2011 160.722 Einwohner. Sie erstreckt sich über eine Fläche von 69,75 km².
Die nationale Fernstraße NH 4 (Bangalore–Chennai) führt an Chittoor vorbei. Der Bezirk Chittoor ist auch bekannt für feine Mangosorten und hat viele Mangomärkte.